# Чанручей
Чанручей (также Чан-Ручей) — река в России, протекает по Мурманской области. Истоки в Кольском районе, к северу от возвышенности Кылдоярви, к востоку от озера Килпъявр. Течёт на север, протекает через несколько озёр, порожиста. Впадает в вершину Чан-губы — восточной части губы Ура Баренцева моря. На правом берегу возле устья — посёлок Чан-Ручей городского округа Видяево. Длина реки составляет 20 км, площадь водосборного бассейна — 40,2 км².

## Данные водного реестра
По данным государственного водного реестра России относится к Баренцево-Беломорскому бассейновому округу, водохозяйственный участок реки — реки бассейна Баренцева моря от восточной границы реки Печенга до западной границы бассейна реки Воронья, без рек Тулома и Кола. Речной бассейн реки — бассейны рек Кольского полуострова, впадает в Баренцево море.
Код объекта в государственном водном реестре — 02010000612101000000998.